# Vicente de Benavides
Vicente de Benavides (Orán, c.1637 - Madrid, 1703) fue un pintor barroco español, especializado en la pintura al temple de telones y decorados teatrales. El 11 de septiembre de 1691 fue nombrado pintor del rey Carlos II ad honorem por sus trabajos en el palacio y coliseo del Buen Retiro.

## Biografía y obra
Nacido en Orán, según Antonio Palomino, donde su padre estaba destinado al servicio del rey, se formó en Madrid en el estudio de Francisco Rizi y, «aunque en lo que toca a las figuras no tuvo gran gusto; en la Arquitectura, y adornos fue eminente».  Fue también pintor al fresco y en esta técnica trabajó en la capilla del Cristo del Amparo, en la desaparecida iglesia del convento de la Victoria en la Puerta del Sol de Madrid, en la primitiva ermita de Nuestra Señora de los Ángeles en Getafe y en los soportales de la plaza de Santa Cruz hacia la callejuela de la Sal, donde había pintadas algunas efigies de su mano. Con Dionisio Mantuano pintó también las fachadas de la casa de Paolo Vincenzo Spínola y Doria, III marqués de los Balbases, labor por la que recibió del marqués un doblón por cada día de trabajo, según comentaba con admiración Palomino.